# گرگورووتسه (صربستان)
گرگورووتسه (به صربی: Grgurovce) یک منطقهٔ مسکونی در صربستان است که در لبانه واقع شده‌است. گرگورووتسه ۴۲۰ نفر جمعیت دارد.